# Amitryptylina
Amitryptylina (łac. amitriptylinum) – organiczny związek chemiczny, pochodna dibenzocykloheptadienu z łańcuchem bocznym zakończonym grupą dimetyloaminową. Stosowana jako lek psychotropowy należący do trójpierścieniowych leków przeciwdepresyjnych, wywierający poza tym działanie uspokajające i przeciwlękowe.

## Mechanizm działania
Mechanizm działania amitryptyliny polega na niewybiórczym i w równym stopniu hamowaniu zwrotnego wychwytu noradrenaliny i serotoniny przez neurony ośrodkowego układu nerwowego i zahamowania ich inaktywacji w zakończeniach neuronów – skutkiem jest zwiększenie stężenia serotoniny i noradrenaliny w szczelinie między synapsami. W 2009 roku odkryto, iż amitryptylina działa podobnie jak czynnik wzrostu nerwów (NGF). Pobudza tym samym rozwój neurytów, zwiększając ilość połączeń pomiędzy neuronami. Wykazuje działanie neuroprotekcyjne (chroni neurony przed uszkodzeniami spowodowanymi wystawieniem na działanie wolnych rodników tlenowych, nadmiernej ilości glukozy oraz kwasu kainowego). Wśród przebadanych leków przeciwdepresyjnych mechanizm działania amitryptyliny jest unikatowy.

## Farmakokinetyka i metabolizm
Metabolizm leku ma miejsce głównie w wątrobie przy udziale izoenzymów cytochromu P450: CYP2C19, CYP2D6, CYP1A2 i CYP3A4. Amitryptylina metabolizowana jest do aktywnego metabolitu, nortryptyliny, wyraźnie mocniej hamującej wychwyt zwrotny noradrenaliny.

## Wskazania
Zaburzenia depresyjne. Niektóre stany z pobudzeniem psychoruchowym i lękiem. Jako leczenie wspomagające bólu neuropatycznego. W profilaktyce migreny przy częstych napadach.

## Działania niepożądane
Głównie występują na początku leczenia i przy stosowaniu wysokich dawek leku.
Spośród dostępnych w Polsce trójcyklicznych leków przeciwdepresyjnych amitryptylina charakteryzuje się najsilniejszym działaniem cholinolitycznym i kardiotoksycznym.
Niektóre ważniejsze działania niepożądane:
- hipotonia ortostatyczna
- niedociśnienie
- tachykardia
- niedokrwienie mięśnia sercowego
- zaburzenia rytmu serca i przewodzenia
- ze strony układu nerwowego: nadmierna senność, splątanie, dezorientacja, halucynacje, zaburzenia koncentracji, niepokój, pobudzenie, bezsenność, koszmary senne, stan maniakalny, ataksja, drżenie mięśniowe, uogólnione napady drgawkowe, śpiączka, ruchy mimowolne, dyskinezy, drętwienie i parestezje kończyn, neuropatia obwodowa
- zaburzenia widzenia (wtórne do zaburzeń akomodacji), szumy uszne, zaburzenia mowy, zawroty głowy, bóle głowy, uczucie zmęczenia i osłabienia
- zaburzenia akomodacji
- zaburzenia oddawania moczu (najczęściej zatrzymanie)
- odczyny alergiczne
- supresja szpiku kostnego
- nudności, wymioty, zaburzenia łaknienia, bóle brzucha
- suchość jamy ustnej, czarny język
- zaparcia
- zaburzenia ze strony gruczołów wydzielania wewnętrznego[8].

Silne działanie cholinolityczne.

## Przeciwwskazania
Nadwrażliwość na amityptylinę lub składniki masy tabletkowej. Świeży zawał mięśnia sercowego, zaburzenia przewodnictwa przedsionkowo-komorowego, inne zaburzenia rytmu serca. Stany maniakalne. Ciężka niewydolność wątroby. Porfiria. Przeciwwskazana podczas podawanie inhibitorów MAO i 2 tygodnie po zakończeniu leczenia nimi. Lek można stosować powyżej 16 r.ż.
Ciąża i laktacja: kategoria C. Nie podawać w okresie karmienia piersią.

## Dawkowanie
W Polsce dostępny pod nazwą handlową Amitriptylinum VP (tabletki 10 i 25 mg).
Zakres dawek w leczeniu depresji 100–300 mg na dobę.